# Kington Castle
Kington Castle ist eine abgegangene Burg im Markt Kington in der englischen Grafschaft Herefordshire.
Die Burg lag im Nordwestteil den heutigen Marktes, oberhalb des Back Brook auf dem Castle Hill. Ende des 11. Jahrhunderts verlehnte König Wilhelm II. die Ländereien in und um Kington an Adam Port, der vermutlich dort die erste Burg bauen ließ. Einer seiner Nachfahren, mit Namen ebenfalls Adam Port, hatte einen Streit mit König Heinrich II. und verlor in der Folge die Burg an die englische Krone.
Ende des 12. Jahrhunderts besaß William de Braose, 4. Baron of Bramber, die Burg viele Jahre lang in seiner Eigenschaft als High Sheriff of Herefordshire und 1201 verlehnte ihm König Johann Ohneland Burg und Baronstitel, da er dessen liebster Baron in den Welsh Marches war. Später gab es allerdings einen weiteren Streit und die Burg fiel wieder an die Krone. 1213 verlehnte sie der König erneut, diesmal an seinen Unterstützer Roger Clifford. 1215 griffen Mitglieder der Familie De Braose die Burg an und König Johann ließ sie aus Rache zerstören. An dieser Stelle wurde nie wieder eine Festung aufgebaut.